# أندريه زولاواسكي
أندريه زولاواسكي (بالبولندية: Andrzej Żuławski)‏ (و. 1940 – 2016 م) هو مخرج سينمائي، وممثل تلفزيوني، وممثل أفلام، وكاتب، وكاتب سيناريو، وممثل، وصحفي من بولندا . ولد في لفيف .
توفي في وارسو .بسبب سرطان .

## جوائز
حصل على جوائز منها:
- فارس وسام جوقة الشرف (2002)
- Commander with Star of the Order of Polonia Restituta (2001)
- فارس وسام الفنون والآداب (1996).

## روابط خارجية
- أندريه زولاواسكي على موقع IMDb (الإنجليزية)
- أندريه زولاواسكي على موقع ألو سيني (الفرنسية)
- أندريه زولاواسكي على موقع تيرنر كلاسيك موفيز (الإنجليزية)
- أندريه زولاواسكي على موقع أول موفي (الإنجليزية)
- أندريه زولاواسكي على موقع قاعدة بيانات الأفلام السويدية (السويدية)
- أندريه زولاواسكي على موقع قاعدة بيانات الفيلم (الإنجليزية)
- أندريه زولاواسكي على موقع كينوبويسك (الروسية)